# Неметропольний округ
Неметропольні округи, або в просторіччі «ширські округи» — це тип округу місцевого самоврядування в Англії. У створеному вигляді вони є підрозділами неметричних округів (у просторіччі графства) у дворівневій структурі. Неметропольні округи зі статусом відомі як боро, вони можуть призначати мера та називати себе радою боро.

## Неметропольні округи
Неметропольні округи — це підрозділи англійських неметричних округів, які мають дворівневу структуру місцевого самоврядування. Більшість округів, які не є метрополією, мають раду графства та кілька округів, у кожному з яких є рада району чи району. У цих випадках функції місцевого самоврядування розподіляються між окружними та районними радами до рівня, на якому вони можуть виконуватися найбільш ефективно:

## Історія
До 1899 року Англія була поділена на районному рівні на сільські округи, міські округи, муніципальні райони, округи та столичні райони. Ця система була скасована Лондонським актом про уряд 1963 року та Актом про місцеве самоврядування 1972 року. Неметрополісні округи були створені цим актом у 1974 році, коли Англія за межами Великого Лондона була розділена на столичні та неметрополісні округи. Столичні округи були поділені на столичні округи, а неметрополійні округи були поділені на неметрополійні округи. Столичні округи мали більше повноважень, ніж їхні неметрополійні колеги. Спочатку в дворівневій структурі було 296 нестоличних округів, але реформи 1990-х і 2009 років скоротили їх кількість до 192. Ще 55 неметричних округів тепер є унітарними органами влади, які поєднують функції окружних і районних/районних рад.